# ВЭПП-3
ВЭПП-3 — электрон-позитронный накопитель, работающий в Институте ядерной физики СО РАН в составе ускорительного комплекса ВЭПП-4. ВЭПП-3 был построен в 1967—71 гг. и модифицирован (после пожара) в 1986—87 гг. Периметр накопителя составляет 74,4 м, максимальная энергия пучка — 2 ГэВ.
Весь комплекс ВЭПП-4 включает в себя следующие установки: линейный ускоритель (энергия пучка — до 50 МэВ), конверсионную систему, бустерный синхротрон Б-4 (350 МэВ), накопитель ВЭПП-3 (до 2 ГэВ) и электрон-позитронный коллайдер ВЭПП-4М.

## Основные направления работы ВЭПП-3 в настоящее время
- Накопление и инжекция электронов и позитронов в коллайдер ВЭПП-4М.
- Работа в качестве источника синхротронного излучения[3]. Для этого используется специально установленный вигглер.
- Эксперименты с внутренней газовой мишенью, по рассеянию электронов на протонах и поляризованных дейтронах (установка «Дейтрон»). В частности, в 2015 г. был завершён эксперимент по прецизионному измерению вклада двухфотонного обмена в сечение упругого электрон-протонного рассеяния[4].

## Завершённые работы на ВЭПП-3
- Генерация когерентного оптического излучения пучком ВЭПП-3 («Оптический клистрон»).
- Работа на пучке рассеянных обратно комптоновских гамма-квантов и меченых тормозных гамма-квантов (установка РОКК-2)[1].